# I, the Executioner
I, the Executioner (en hangul, 베테랑2; romanización revisada, Beterang 2; literalmente, «Veterano 2») es una película surcoreana de acción coescrita, coproducida y dirigida por Ryu Seung-wan, y protagonizada por Hwang Jung-min y Jung Hae-in. Es la continuación de Por encima de la ley, dirigida por el mismo Ryu en 2015. Se estrenó en la sección Midnight Screenings del 77.º Festival de Cine de Cannes el 21 de mayo de 2024. Su estreno en sala en Corea del Sur está previsto para el 13 de septiembre de 2024.

## Sinopsis
El detective Seo Do-cheol y su División de Investigación de Delitos Graves persiguen incansablemente a los criminales día y noche, a menudo a costa de sus vidas. Cuando el asesinato de un profesor revela vínculos con casos anteriores, surgen las sospechas de un asesino en serie, sumiendo al país en la confusión. Mientras Crímenes Prioritarios se adentra en la investigación, el asesino se burla de ellos lanzando públicamente un teaser en Internet, indicando la próxima víctima e intensificando el caos. Para hacer frente a la creciente amenaza, el equipo incorpora al idealista agente novato Park Sun-woo, lo que da lugar a giros inesperados en la trayectoria del caso.

## Reparto
- Hwang Jung-min como Seo Do-cheol.[4][5]
- Jung Hae-in como Park Sun-woo.[6][7]
- Oh Dal-su como el capitán Oh.[8]
- Oh Dae-hwan como el detective Wang.[8]
- Jang Yoon-ju como la detective Bong.[8][9]
- Kim Si-hoo como el detective Yoon.[8][10]
- Ahn Bo-hyun como Min Kang-hoon.[5]
- Jin Kyung como Lee Joo-yeon.[5]
- Jung Man-sik como Jeon Seok-woo.[11][12]
- Kwon Hae-hyo como el superintendente Kang Soo-dae.
- Kim Jae-hwa como Buti Samo.[13]
- Shin Seung-hwan como el periodista Park Seung-hwan.[11][12]
- Kim Won-hae como exjefe del equipo.
- Jo Kwan-woo como el padre de Chi-hoon.
- Heo Joon-ho como Kang Hang-jo.
- Heo Nam-jun como detective 1 de la unidad de investigaciones especiales.[14]
- Shin Min-jae.
- Hyun Bong-sik.
- Woo Jeong-won como Chi Hoon-mo.

## Producción
I, the Executioner es la continuación de Por encima de la ley, que obtuvo un gran éxito de crítica y público en 2015. Gran parte del equipo de producción y reparto vuelve a reunirse para la continuación: Ryu Seung-wan, que dirigió la película anterior, y los actores Hwang Jung-min, Oh Dal-su, Jang Yoon-ju, Oh Dae-hwan y Kim Si-hoo. La dirección musical corre a cargo de Jang Ki-ha, que debutó en esta función en Smugglers (2023), también con el director Ryu Seung-wan.
El presupuesto del filme fue de 13 000 millones de wones, por lo que se consideraba que para amortizarlo sería necesario que llegara a tres millones y medio de espectadores. Teniendo en cuenta que su antecesora de 2015 superó los trece millones, no parecía difícil alcanzar ese objetivo. La cuestión era particularmente delicada para CJ ENM, que llevaba dos años de fracasos de taquilla, lo que podía afectar a la continuidad de su división de cine. La distribuidora sopesó estrenar por las mismas fechas y en su lugar Harbin (con Hyun Bin y Park Jung-min), pero se decantó por I, the Executioner. El motivo pudo ser que el coste de esta es de menos de la mitad de aquella, y la cuota de participación de CJ ENM mayor, por lo que puede obtener más ganancias una vez amortizada.
La posibilidad de rodar una continuación de Por encima de la ley ya se estaba planteando en 2015, e incluso antes, pues durante el rodaje de esta actores y equipo hablaban de ello. Ryu Seung-wan hizo público en agosto de 2015 que se había comprometido a realizar esa segunda parte. En septiembre del mismo año declaró que la película estaba en fase de planificación, y que se estaba delineandoel perfil de algún personaje: el villano, que se pensaba que fuera un presentador convertido en político. Pero en la redacción final, según Ryu, decidió eliminar esta figura, y «estrictamente hablando, I, the Executioner es una película sin villano». Seis años después, en diciembre de 2021, anunció que ya estaba listo el guion de la película y que proyectaba empezar a rodarla a finales del año sucesivo. Lo mismo anunció durante la ceremonia de premiación de los 43.os Premios de Cine Blue Dragon, en noviembre de 2022.
En julio de 2022 la agencia de Jung Hae-in, FNC Entertainment, comunicó que el actor había recibido una oferta para protagonizar la película. En diciembre de 2022 el reparto de actores estaba completo.
La lectura completa del guion se realizó el jueves 24 de noviembre. El 2 de diciembre de 2022 la productora confirmó el reparto y anunció que el rodaje comenzaría ese mismo mes.Parte del rodaje se realizó en Daejeon en enero de 2023. El 22 de febrero Jang Yoon-ju publicó algunas fotografías tomadas en el rodaje, sin indicar dónde se habían tomado. En el mes de julio había concluido y la película se encontraba en posproducción. En aquel momento el director Ryu preveía que se estrenara en el invierno sucesivo.
El 3 de julio de 2024 la distribuidora confirmó la fecha del estreno y lanzó dos carteles del filme. El 20 de agosto se presentó la producción en una sesión informativa celebrada en CGV I. 'Park Mall en Yongsan-gu, Seúl.

## Estreno
I, the Executioner fue invitada oficialmente a la sección Midnight Screening del 77.º Festival de Cine de Cannes, donde se estrenó el 21 de mayo de 2024. Continuaba así la secuencia positiva de la distribuidora CJ ENM, que ha llevado a Cannes un total de catorce títulos, de los cuales siete desde 2016. También fue invitada al 49.º Festival Internacional de Cine de Toronto.
El estreno en sala se planificó para el 13 de septiembre del mismo año, coincidiendo con las vacaciones de Chuseok. Según la red integrada de entradas de cines del día 14, la película ocupó el primer lugar en taquilla, atrayendo a 497 000 personas el día antes de su fecha de estreno. La cuota de ventas fue del 90,2 %. Se puede considerar que fue la triunfadora de Chuseok. Sin embargo, causó cierta decepción entre el público, por lo que el índice Golden Egg, que mide la satusfacción de los espectadores reales, cayó en pocos días del 90 % inicial al 84 %.

## Crítica
Tim Grierson (Screen Daily) escribe que la película «ofrece las esperadas secuencias de acción de primer nivel», pero es más sobria y reduce la comicidad que imperaba en Por encima de la ley, aunque eso no quiere decir que Ryu sucumba a la seriedad. La película «avanza a un ritmo rápido, las escenas de acción y los elementos policiales son igualmente convincentes. Al mismo tiempo, la película incluye algunos comentarios sociales, abordando #MeToo, las noticias falsas y la corrosividad de nuestra cultura violenta. Como defectos, señala que parte de la trama puede ser trillada, y el atractivo reparto secundario de la primera entrega no tiene papeles destacados. De todos modos, «es un paso adelante seguro con respecto a la original».
Enrico Azzano (Quinlan) presenta la película como una pieza más en el cine «mainstream medio, pero no mediocre» que representa la columna vertebral de la industria cinematográfica surcoreana. En este caso, sin embargo, «más que el caso por resolver, expuesto casi de inmediato ante el público, y más allá de la inspiración espectacular, inevitable en el cine de Ryu Seung-wan, lo interesante es el retrato apresurado pero convincente de una parte de la sociedad surcoreana, de la prensa, de las propias fuerzas policiales, tendiendo todos hacia un justicialismo preocupante [...] que resuena como una campana de alarma». Y concluye que «es una secuela que no requiere necesariamente ver el primer capítulo, un apreciable stand-alone, con puntos narrativos un poco flojos, con un ritmo trepidante y una presentación impecable».